# Кордейрус
Кордейрус (порт. Cordeiros)  —  муниципалитет в Бразилии, входит в штат Баия. Составная часть мезорегиона Юго-центральная часть штата Баия. Входит в экономико-статистический микрорегион Брумаду. Население составляет 6391 человек на 2006 год. Занимает площадь 554,511 км². Плотность населения — 11,5 чел./км².

## Статистика
- Валовой внутренний продукт на 2003 год составляет 13 770 571,00 реалов (данные: Бразильский институт географии и статистики).
- Валовой внутренний продукт на душу населения на 2003 год составляет 1907,55 реалов (данные: Бразильский институт географии и статистики).
- Индекс развития человеческого потенциала на 2000 год составляет 0,615 (данные: Программа развития ООН).

## География
Климат местности: субтропический гумидный или сухой.